# Висарион Никейски
Висарион Никейски или Василий Бесарион (на гръцки: Βασίλειος Βησσαρίων, на латински: Basilius Bessarion; * 2 януари 1403, Трапезунд, Трапезундска империя; † 18 ноември 1472, Равена, Папска държава) е византийски теолог, хуманист, кардинал и титулярен латински патриарх на Константинопол. Един от прочутите гръцки учени, които през 15 век играят важна роля във възраждане интереса към Платон и другите древногръцки автори.

## Биография
Произлиза от семейство на занаятчия, който го поверява на митрополит Доситей Трапезундски. Доситей го завежда в Константинопол, където следва от 1416 г. при силистренския епископ Йоан Кортасмен и Георгий Хрисоцок. През 1423 г. става монах и избира името Висарион в чест на египетския анахорет Бесарион Велики.
През 1426 г. става дякон, а през 1431 г. е ръкоположен за свещеник. След това за пет години Висарион отива на Пелопонес в Мистра. Там следва в Академията на философа Георгий Гемист Плитон, който преподава философията на Платон. Бесарион изучава древната философия и математика, астрономия, история, реторика и поезия. Той обаче не се отказва, както учителя си, от християнството.
През 1436 г. византийският император Йоан VIII Палеолог го прави игумен на манастира „Свети Василий“ в Константинопол, а през 1437 г. е ръкоположен за никейски архиепископ.
През 1439 г., заедно с руския епископ Исидор Киевски, придружава император Йоан VIII в Италия за Фераро-флорентинския събор, който завършва с обединението на двете църкви католическата и православната, които са разделени от Източно-западната схизма от 1054 г. Папа Евгений IV ръкополага Висарион и Изидор на 18 декември 1439 г. за кардинал. От 1440 до 1449 г. Висарион е кардиналски свещеник на църквата „Свети Дванадесет Апостли“ в Рим. През 1449 г. става кардинал-епископ на Тускулум (Фраскати). От 1450 до 1455 г. е легат в Болоня.
През 1461 г. той отива с Региомонтан в Рим. През 1463 г. става (латински) титулярен патриарх на Константинопол. Когато през април същата година турската войска завладява венецианската крепост Аргос в Гърция, Висарион пътува за Венеция, за да накара Републиката да „защити вярата“ и да започне война против турците.
Той помага на науката, културата, основава гръцко училище в Месина. На 31 май 1468 г. подарява частната си библиотека (746 тома) на Република Венеция за обществено ползване от хората, ad communem hominum utilitatem. Така е положено през 1537 г. началото на библиотеката Марчана при катедралата Сан Марко във Венеция.
Само заради гръцкия си произход той не е избран за папа.
Като привърженик на платонизма Висарион пише In Calumniatorem Platonis (1469).